# Cradle to Cradle Certified
Cradle to Cradle Certified ist ein Nachhaltigkeitsstandard für die Herstellung von Produkten, der sich am Cradle-to-Cradle-Prinzip nach William McDonough und Michael Braungart orientiert. Das Cradle to Cradle Certified Products Program zertifiziert Produkte in vier Stufen, was einen kontinuierlichen Verbesserungsprozess unterstützen soll. Über die Kriterien und die Wirkung des Programms bestehen Zweifel.
Das Cradle to Cradle Certified Products Program wurde ab 2005 vom Unternehmen McDonough Braungart Design Chemistry (MBDC) entwickelt. 2010 gründeten McDonough und Braungart die Non-Profit-Organisation Cradle To Cradle Products Innovation Institute mit Sitz in San Francisco. Diese übernahm 2012 die Zertifizierung und seit der Veröffentlichung der Version 3 des Produktstandards im Januar 2013 auch dessen Weiterentwicklung. Die vierte Version des Standards wurde 2021 eingeführt.
Angelehnt an das Buch von Braungart und McDonough werden in der Version 4 fünf Kriterien bewertet:
- Materialgesundheit,
- Kreislauffähigkeit,
- Saubere Luft und Klimaschutz,
- Verantwortungsvoller Umgang mit Boden und Wasser sowie
- Soziale Gerechtigkeit.

Es werden die vier Grade Bronze, Silber, Gold und Platin vergeben. Das vergebene Siegel muss alle zwei Jahre erneuert werden, wobei eine höhere Stufe angestrebt werden soll. Zum Jahresanfang 2023 waren damit über 1000 Produkte ausgezeichnet, vor allem Baumaterialien und Inneneinrichtungsgegenstände.
In einer Studie wurde 2018 festgestellt, dass Cradle to Cradle Certified am ehesten als Umweltzeichen vom Typ 1 wahrgenommen wird und anderen Typ-1-Siegeln wie dem Blauen Engel ähnele. Eine folgende Untersuchung des gleichen Teams kam zu dem Schluss, dass die Zertifizierung aber so viele Mängel habe, dass sie nicht aussagekräftig sei. So berücksichtige sie etwa nicht den gesamten Produktlebenszyklus, beziehe die Energieeffizienz nicht ein und bewerte Emissionen von biologischen Nährstoffen immer positiv.
Eine Untersuchung zu Greenwashing in der Modeindustrie fasste 2022 die Kritik an Cradle to Cradle Certified zusammen: Auf den ersten Blick sei das Programm zwar transparent, aber im Detail ungenau, nicht fundiert und lückenhaft. Es fehlten etwa Informationen, wie lange Produkte die Siegel tragen, welche Verbesserungen vorgenommen wurden oder ob ein Entzug des Siegels prinzipiell möglich sei. Es sei nicht ersichtlich, ob das Zertifizierungsprogramm überhaupt zur Verbesserung der ökologischen und sozialen Umstände beitrage.